# Ramón (ur. 1988)
Ramón, właśc. Ramón Osni Moreira Lage (ur. 24 maja 1988 w Nova Evra) – brazylijski piłkarz grający na pozycji ofensywnego pomocnika.

## Kariera klubowa
Ramón jest wychowankiem klubu Atlético Mineiro z miasta Belo Horizonte. Do 17. roku życia występował w młodzieżowej drużynie tego klubu, a w 2005 roku awansował do składu pierwszej drużyny i wtedy też zadebiutował w rozgrywkach ligi brazylijskiej. Wystąpił w 15 meczach ligowych, ale Atlético Mineiro zajęło dopiero 20. miejsce i spadło do Serie B. Wraz z rozpoczęciem 2006 roku Ramón przeszedł do Sport Club Corinthians Paulista z miasta São Paulo. W lipcowym spotkaniu z Fortalezą (2:2) strzelił swojego pierwszego gola w karierze. Na koniec sezonu Corinthians zajął 9. pozycję w lidze.
W 2007 roku zawodnikiem zaczęły interesować się czołowe kluby Europy, w tym m.in. Arsenal F.C., A.C. Milan i SL Benfica. Ostatecznie Ramón przeniósł się do rosyjskiego CSKA Moskwa, gdzie stał się piątym Brazylijczykiem po Vágnerze Love, Jô, Danielu Carvalho i Dudu Cearense. 31 marca w wygranym 2:0 meczu z Lokomotiwem Moskwa strzelił swojego pierwszego gola w Premier Lidze. W 2008 roku został wicemistrzem Rosji, a także zdobył Puchar Rosji.
W sierpniu 2009 roku został wypożyczony do klubu Krylja Sowietow Samara. Rozegrał tam jedno spotkanie, a w styczniu 2010 roku został wypożyczony do CR Flamengo.
| Sezon | Klub                   | Kraj     | Rozgrywki                     | Mecze | Bramki |
| ----- | ---------------------- | -------- | ----------------------------- | ----- | ------ |
| 2005  | Atlético Mineiro       | Brazylia | Campeonato Brasileiro         | 15    | 0      |
| 2006  | Corinthians Paulista   | Brazylia | Campeonato Brasileiro         | 11    | 1      |
| 2007  | CSKA Moskwa            | Rosja    | Premier Liga                  | 17    | 1      |
| 2008  | CSKA Moskwa            | Rosja    | Premier Liga                  | 7     | 0      |
| 2009  | Krylja Sowietow Samara | Rosja    | Premier Liga                  | 1     | 0      |
| 2010  | CR Flamengo            | Brazylia | Campeonato Brasileiro Série A |       |        |

## Kariera reprezentacyjna
W 2005 roku Ramón był członkiem młodzieżowej reprezentacji Brazylii U-17, która wywalczyła mistrzostwo Ameryki Południowej w tej kategorii wiekowej.